# Autogén tréning
Az autogén tréning Johannes Heinrich Schultz német pszichiáter nevéhez fűződik és a relaxációs terápiák közé tartozik.
A hipnotikus állapotba merülő emberek beszámolóit tanulmányozva, J. H. Schultz arra lett figyelmes, hogy bizonyos élettani változásokhoz különböző testérzetek társulnak. A módszer, amelyet először 1932-ben publikált, egy vizualizációs készletet foglal magába, melynek formuláit ismételgetve relaxált állapot idézhető elő. A technika a testi érzékelés passzív koncentrációján alapul (például a karok és a lábak elnehezedésén és átmelegedésén), amit a gyakorlatban részt vevő személy önszuggesztióval ér el. José Custódio de Faria (Faria abbé), Émile Coué és Oscar Vogt Schultz előfutárainak tekinthető. A technikát számos stressz által kiváltott pszichoszomatikus rendellenesség enyhítésére használják.
A Menninger Alapítvány által kutatott biológiai visszacsatolás (biofeedback) módszerének hívei, köztük Elmer Green, Steve Fahrio, Patricia Norris, Joe Sargent és Dale Walters, párhuzamosan alkalmazták az autogén tréning vizualizációs módszerét és a biofeedback technikával előidézett tudatos testkontroll gyakorlatát. Például az AT hőérzet vizualizációját használták fel a termikus biofeedback elősegítéséhez.

## Története
Az autogén tréning gyakorlatának kidolgozását Oscar Vogt az alvás és a hipnózis területén végzett kutatásai készítették elő. Vogt hipnotikus foglalkozásokon részt vevő emberek tapasztalatait vizsgálta, és azt találta, hogy az említett személyek egy idő után önállóan is képesek voltak a hipnotikus állapothoz hasonló, relaxált állapot elérésére és annak fenntartására az akaratuktól függő ideig. Ezek a rövid távú mentális gyakorlatok alkalmasnak tűntek, arra hogy csökkentsék a stresszt, a fáradtságot és a feszültséget. Vogt kutatási eredményei hatással voltak Johannes Heinrich Schultz munkásságára, akinek figyelme az önszuggesztió jelenségére irányult. Az AT módszerének kidolgozása során Schultz olyan megközelítést keresett, amellyel a hipnoterápiás foglalkozások nemkívánatos következményei (például az egyén passzivitása és a terapeutától való függősége) kiküszöbölhetőek. Egészséges személyek hipnotikus állapotban tapasztalt hallucinációinak vizsgálatakor Schultz azt találta, hogy az alanyok többsége jellemzően két érzetet észlel: a végtagok elnehezedését és átmelegedését. Schultz arra volt kíváncsi, hogy a végtagok elnehezedésének és átmelegedésének elképzelése önmagában is indukálhat-e hipnotikus állapothoz hasonló mentális állapotot. Ettől az ötlettől vezérelve végül hat alapvető gyakorlatot dolgozott ki.
Az autogén tréninget angol nyelvterületen Wolfgang Luthe népszerűsítette. Schultz-cal együtt, társszerzőkként több közös kötetet is publikáltak. 1963-ban Luthe felismerte az AT gyakorlata során tapasztalt autogén válasz (autogenic discharge) jelentőségét, mely motoros (pl. izomrángás, vagy zsibbadás), emocionális, szenzoros (taktilis, vesztibuláris és proprioceptív, optikus és akusztikus) válaszreakció formájában is megjelenhet és összefüggésbe hozható a páciens traumatörténetével. Ezt követően dolgozta ki az autogén lereagálás (autogén abreakció) módszerét.  Tanítványa, a McGill Egyetemen végzett Luis de Rivera vezette be a pszichodinamikus elméleteket Luthe megközelítésébe; egy új, elemző módszer kidolgozásával, az autogén analízissel, amely a tudatalatti folyamatok feltérképezésére szolgál.

Luis de Rivera, Autogén pszichoterápiás módszerek

## A vizualizációs gyakorlatok hatásai
Az autogén tréning (AT) saját erőből merítő, saját aktivitást felhasználó, rendszeresen, tréningszerűen végzett gyakorlás. Minden nap körülbelül 15 percet vesz igénybe, reggel, délben és este. Minden ülés alatt a gyakorló egy sor vizualizációt, úgynevezett formulákat ismételget, amely egy bizonyos szintű megnyugváshoz, elengedéshez vezet. Az AT kb. 10-12 alkalom alatt elsajátítható módszer. A relaxációs terápia hetente, esetleg kéthetente egyszer 30-40 perces órák keretében történik. A terápiás órák közti időben naponta kétszer 10 perces otthoni gyakorlás szükséges.
Az autogén tréning elsajátításának 3 sarkalatos pontja:
- a külső ingerek kizárása és a belső késztetések csökkentése
- a tanult vizualizációk (formulák) gondolatban való ismételgetése
- passzív koncentráció

A passzív koncentráció azt jelenti, hogy a tréning alanya a formulák által sugallt érzések és testérzetek átélésére törekszik, míg a külvilágból érkező ingereket és a szorongást keltő gondolatokat megpróbálja figyelmen kívül hagyni. A gyakorlat megfelelő elsajátításához egyfajta megfigyelő, szemlélődő attitűd kialakítása szükséges.
A gyakorlat a következő testhelyzetekben végezhető:

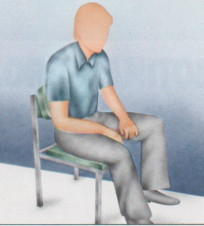
ülő testhelyzetben
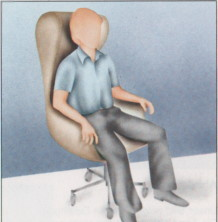
fotelban hátradőlve
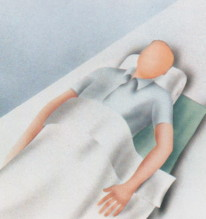
fekvő testhelyzetben
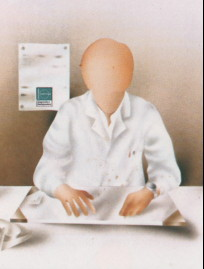
asztalnál ülve

A Schultz által kifejlesztett technika hat gyakorlat elsajátításán alapul, melyek a következőek:
1. „Érzem, hogy a jobb karom elnehezedik. A jobb karom nehéz.” A vizualizáció ismételgetése megkönnyíti a kar izmainak elernyedését, azáltal, hogy az alany figyelmét a kar súlyára irányítja. A tréning kezdeti szakaszaiban a kar súlyának észlelése és az elernyedés sokkal gyorsabban következik be és az érzet sokkal kifejezettebb. Az érzet egyidejűleg megjelenhet a többi végtagban is. Egy hét gyakorlás után már egy rövid koncentráció is képes előidézni a súlyosság érzetét és az elernyedést mind a négy végtagban.[4]
2. A passzív koncentráció a hőérzetre irányul: „Érzem, hogy a jobb karom átmelegedik. A jobb karom meleg.”
3. A szívműködés tudatosítása a formula ismételgetésével: „Érzem, ahogy az egész testemben lüktetve áramlik a vér. A szívem dobog.”
4. A légzés tudatosítása: „Az egész testem lélegzik.”[18]
5. A tréning alanya a hasi részre koncentrál: „Sugárzó meleg árad szét a hasamban.”
6. A  gyakorlatot végző személy a passzív koncentráció segítségével hideg testérzetet szuggerál, figyelmét a homlokra és a koponyára irányítja: „A homlokom kellemesen hűvös. A fejem tiszta.”

Minden új gyakorlat bevezetését, a már megtanult formula, vagy formulák felidézése előzi meg. Az újabb gyakorlatok elsajátítása, ismételgetése kezdetben rövidebb időintervallumokban történik, mint a már megtanult érzetek előidézése.
Szükség esetén, klinikai használatban az AT gyakorlatainak a következő 3 módosítása lehetséges:
- csak néhány vizualizáció használata (például a súly-érzet és a hőérzet tudatosításának elsajátítása)[19]
- a hat alapgyakorlat mindegyikének elsajátítása, egyetlen formula módosításával
- az alapgyakorlatok használata egy kiegészítő, probléma specifikus formula hozzáadásával

L. Spencer egyik tanulmányában azt sugallja, hogy az AT képes lehet helyreállítani az egyensúlyt az autonóm idegrendszerhez tartozó, szimpatikus (menekülés, vagy harc) és paraszimpatikus (pihenés és emésztés) rendszerek aktivitása között. A szerző feltételezése szerint, az autogén tréningnek számos pozitív hatása lehet, mivel a paraszimpatikus idegrendszer megfelelő működése hatással van az emésztésre és a bélműködésre, csökkentheti a vérnyomást és lassíthatja a pulzust, valamint szerepet játszik az immunrendszer kiegyensúlyozott működésében is.

## Ellenjavallatok
Az autogén tréning ellenjavallt olyan személyeknél, akik szívbetegségben szenvednek (pl. akik a közelmúltban szívinfarktuson estek át), vagy pszichotikus rendellenességek esetén. Alkalmazása nem ajánlott 5 év alatti gyermekeknél, valamint olyan egyéneknél, akiknek a tünetei nem ellenőrizhetőek.

## Klinikai használata és eredmények
Az AT módszerét sikerrel alkalmazzák különböző tünetek enyhítésére, például az asztma, vagy a magas vérnyomás kezelésére, illetve pszichés panaszok, például szorongás, vagy depresszió esetén.
Németországban, az először 1932-ben publikált módszer klinikai használata hamar elterjedt, az 1980-as évektől, pedig már világszerte alkalmazták.
2002-ben az Applied Psychophysiology and Biofeedback című kiadványban megjelent, 60 tanulmány felhasználásával készített elemzés beszámolója alapján az AT a leginkább ajánlott, konkurens terápiás módszerekkel összehasonlítva hasonlóan kedvező eredményeket mutat, számos, különböző betegséggel diagnosztizált személyek esetében. Ráadásul az AT járulékos hatásának eredményeként, a páciensek többsége életminőségének javulásáról számolt be.
Japánban, a Tokiói Pszichológiai és Konzultációs Központ (Tokyo Psychology and Counseling Service Center) kutatói az autogén tréning klinikai hatékonyságának mérésére szolgáló, egységes szabványt dolgoztak ki.
Kevés neurofiziológiai kutatás áll rendelkezésre a témában. Egy 1963-as EEG vizsgálatokon alapuló tanulmány szerint, az agy egyes részeinek (thalamikus, hypothalamikus és agytörzsi) aktivitása megváltozik az AT gyakorlatok végzése során, valamint a gyakorlat különböző szakaszaiban tapasztalt EEG mintázatok eltérőek lehetnek. Egy 1958-as tanulmány azt feltételezi, hogy az AT által előidézett állapot, a normál ébrenlét és az alvás közötti állapotnak felel meg.

## Az autogén tréning összehasonlítva más relaxációs technikákkal
Az autogén tréning forradalmi újítása a passzív koncentráció, melynek elsajátítása révén a gyakorlatot végző személy önállóan is képes az ellazult mentális állapot elérésére. Szemben más relaxációs technikákkal (progresszív izomrelaxáció (PMR), biofeedback), ahol a gyakorlatvezető az egyén élettani működéseit hivatott kontrollálni. Az autogén tréninget az önhipnózist alkalmazó módszerek közé sorolják, mert (szemben a hetero-hipnózissal) a gyakorlatot végző egyén egy másik személy segítsége nélkül kerül relaxált állapotba. Ily módon a fiziológiai visszacsatolást segítő berendezések alkalmazása, valamint a hipnoterapeuta jelenléte is feleslegessé válik.

## Videók listája
- ↑ Videó 1:  Autogén tréning VII.hét. YouTube, 2011. november 21. (Hozzáférés: 2018. február 27.)
- ↑ Videó 2:  Autogén tréningen alapuló relaxáció - Kezdő gyakorlat. YouTube, 2017. június 1. (Hozzáférés: 2018. február 27.)
- ↑ Videó 3:  Orosz Katalin: Autogén tréning - gyakorlás a stressz ellen. YouTube, 2012. január 30. (Hozzáférés: 2018. február 27.)

## Fordítás
Ez a szócikk részben vagy egészben  az   Autogenic training című angol Wikipédia-szócikk ezen változatának fordításán alapul.  Az eredeti cikk szerkesztőit annak laptörténete sorolja fel. Ez a jelzés csupán a megfogalmazás eredetét és a szerzői jogokat jelzi, nem szolgál a cikkben szereplő információk forrásmegjelöléseként.